# Wietse Venema

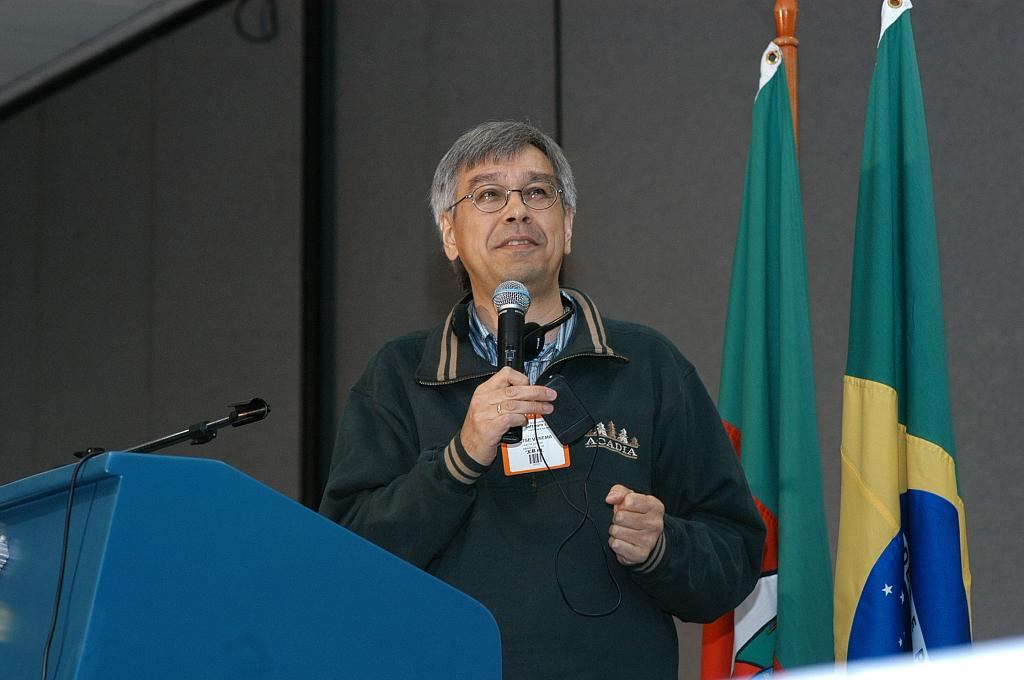
Wietse Venema hablando en una conferencia en el año 2004.

Wietse Zweitze Venema (n. Yakarta; 1951) es un miembro del equipo de investigación en el Centro de IBM T. J. Watson. 
Después de terminar su doctorado en Física en la Universidad de Groninga, cambió a la carrera de Ciencias de la Computación, que estudió en la Universidad de Eindhoven, la cual ejerce hasta hoy en día. Emigró a Estados Unidos en 1996.
Conocido por su software TCP Wrapper y el sistema de correo Postfix. Es coautor junto a Dan Farmer del escáner de red SATAN (Security Administrator Tool for Analyzing Networks) y la herramienta de análisis forense Coroner's Toolkit.
Ha recibido premios por parte del SAGE (System Administrator's Guild) y del NLUUG (Netherlands UNIX User Group). Recientemente completó dos años como director del FIRST (International Forum of Incident Response and Security Teams).

## Premios
- Security Summit Hall of Fame Award (julio de 1998)
- SAGE Outstanding Achievement Award (noviembre de 1999)
- NLUUG Award (noviembre de 2000)
- Sendmail Milter Innovation Award (noviembre de 2006)